# Rhone (Schiff)
Die Rhone war ein 1865 in Dienst gestelltes Passagierschiff der britischen Reederei Royal Mail Line, das am 29. Oktober 1867 bei den Britischen Jungferninseln in den „San Narciso Hurricane“ geriet und sank. Von den mehr als 147 Menschen an Bord des Royal Mail Ship überlebten nur 23, alles Besatzungsmitglieder. Die Passagiere ertranken, da sie den damaligen Gepflogenheiten entsprechend an ihre Betten gebunden waren, um im Sturm nicht herauszufallen. Das Wrack der Rhone ist heute ein beliebtes Tauchziel.

## Das Schiff

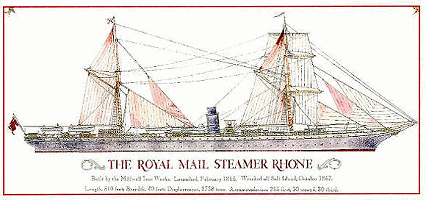
Die Rhone (1865)

Das Passagier- und Postschiff Rhone war ein 2.378 BRT großes Dampfschiff, das bei den Millwall Ironworks auf der Isle of Dogs in London für die Royal Mail Line gebaut wurde. Das 94,5 Meter lange und 12,2 Meter breite Schiff lief am 11. Februar 1865 vom Stapel und wurde im August 1865 in Dienst gestellt. Die Rhone wurde als für den Handelsverkehr von England nach Zentral- und Südamerika und in die Karibik gebaut. Das Schiff hatte einen Schornstein, zwei Masten und einen einzelnen Propeller. Der Propeller war erst der zweite, der aus Bronze gegossen war. Die Rhone war eines der ersten Schiffe, die aus Eisen gebaut waren. Sie wurde sowohl von einer Dampfmaschine als auch mit Segelkraft angetrieben.
Ihre Jungfernfahrt führte die Rhone nach Brasilien, was auch das Ziel ihrer folgenden fünf Überfahrten war. Während dieser Zeit etablierte sie sich als besonders seetüchtig, da sie mehrere Stürme meisterte. Nach den Brasilienfahrten wurde das Schiff auf die Route zu den Westindischen Inseln in der Karibik umgesetzt. Die Rhone erwies sich als sehr beliebt bei der Kundschaft, da sie die für damalige Verhältnisse ungewöhnlich hohe Geschwindigkeit von 14 Knoten erreichen konnte. Auch die luxuriösen Kabinen und Aufenthaltsräume trugen zum guten Ruf des Schiffs bei. Es konnten 253 Passagiere Erster Klasse und jeweils 30 in der Zweiten und Dritten Klasse untergebracht werden.

## Untergang
Am 19. Oktober 1867 legte die Rhone neben dem hölzernen Raddampfer Conway (Bj. 1846, 895 BRT) in Great Harbour auf Peter Island, einer der Britischen Jungferninseln, an, um ihre Kohlevorräte aufzufüllen. Der eigentlich dafür vorgesehene Hafen Saint Thomas konnte wegen eines Ausbruchs von Gelbfieber nicht angelaufen werden. Der Kapitän der Rhone, Robert F. Wooley, beobachtete, dass das Barometer fiel und der Himmel sich verdunkelte. Es handelte sich um den San Narciso Hurricane, den neunten und letzten Hurrikan der atlantischen Hurrikansaison 1867. Die Rhone und die Conway blieben wegen des aufziehenden Sturms im Hafen von Great Harbour.
Die erste Hälfte des Sturms zog ohne Schaden vorbei. Die Kapitäne beider Schiffe befürchteten aber, dass sie, nachdem sie aus dem Auge des Sturms heraus waren, durch den Sturm auf die Küste von Peter Island geworfen werden könnten. Sie beschlossen daher am 29. Oktober, die Passagiere der Conway auf die Rhone zu transferieren, da diese als sicherer galt. Die Passagiere wurden, wie es damals üblich war, an ihre Betten gebunden, um zu verhindern, dass sie bei der stürmischen See herausfielen. Die Conway machte sich anschließend auf den Weg nach Road Harbour und die Rhone lief in die offene See hinaus. Die Conway, die früher auslief als die Rhone, wurde doch noch von den Ausläufern des Hurrikans erfasst und sank südlich von Tortola mit der gesamten Mannschaft. Es gab keine Überlebenden.
Als die Rhone auslaufen sollte, stellte man fest, dass ihr Anker in einem Korallenriff festsaß und nicht gelichtet werden konnte. Daraufhin wurde das Ankertau gekappt (der Anker liegt bis heute an derselben Stelle in Great Harbour). Kapitän Wooley wollte auf der offenen See Schutz suchen und zwischen Black Rock Point auf Salt Island und Dead Chest Island passieren. Zwischen beiden Inseln liegt das Unterwasserriff Blonde Rock, das bei normaler See keine Gefahr dargestellt hätte, aber unter den gegebenen Umständen gefährlich werden konnte. Kapitän Wooley umfuhr es daher weiträumig.
Gerade als das Schiff Black Rock Point passierte, kam von Süden her die zweite Hälfte des Hurrikans herangerollt. Der Wind drehte sich, und die Rhone wurde direkt gegen die Felsen von Black Rock Point geworfen. Kapitän Wooley soll dabei über Bord gegangen sein. Das Schiff sank sehr schnell; die Bugsektion in 24 Meter tiefem Wasser und der Heckteil in 9 Meter tiefem Wasser. Von den 147 Passagieren und Besatzungsmitgliedern der Rhone und den zahlenmäßig nicht erfassten Passagieren der Conway überlebten nur 23 Personen, allesamt von der Besatzung. Sie klammerten sich teilweise stundenlang an die Takelage und die Masten, die nach dem Untergang aus dem seichten Wasser ragten. Örtliche Fischer halfen den Männern an Land. Viele der Toten wurden auf einem Friedhof auf Salt Island beigesetzt. Der „San-Narciso-Hurricane“ zerstörte Ende Oktober 1867 etwa 80 Schiffe und forderte mehr als 800 Todesopfer.

## Das Wrack

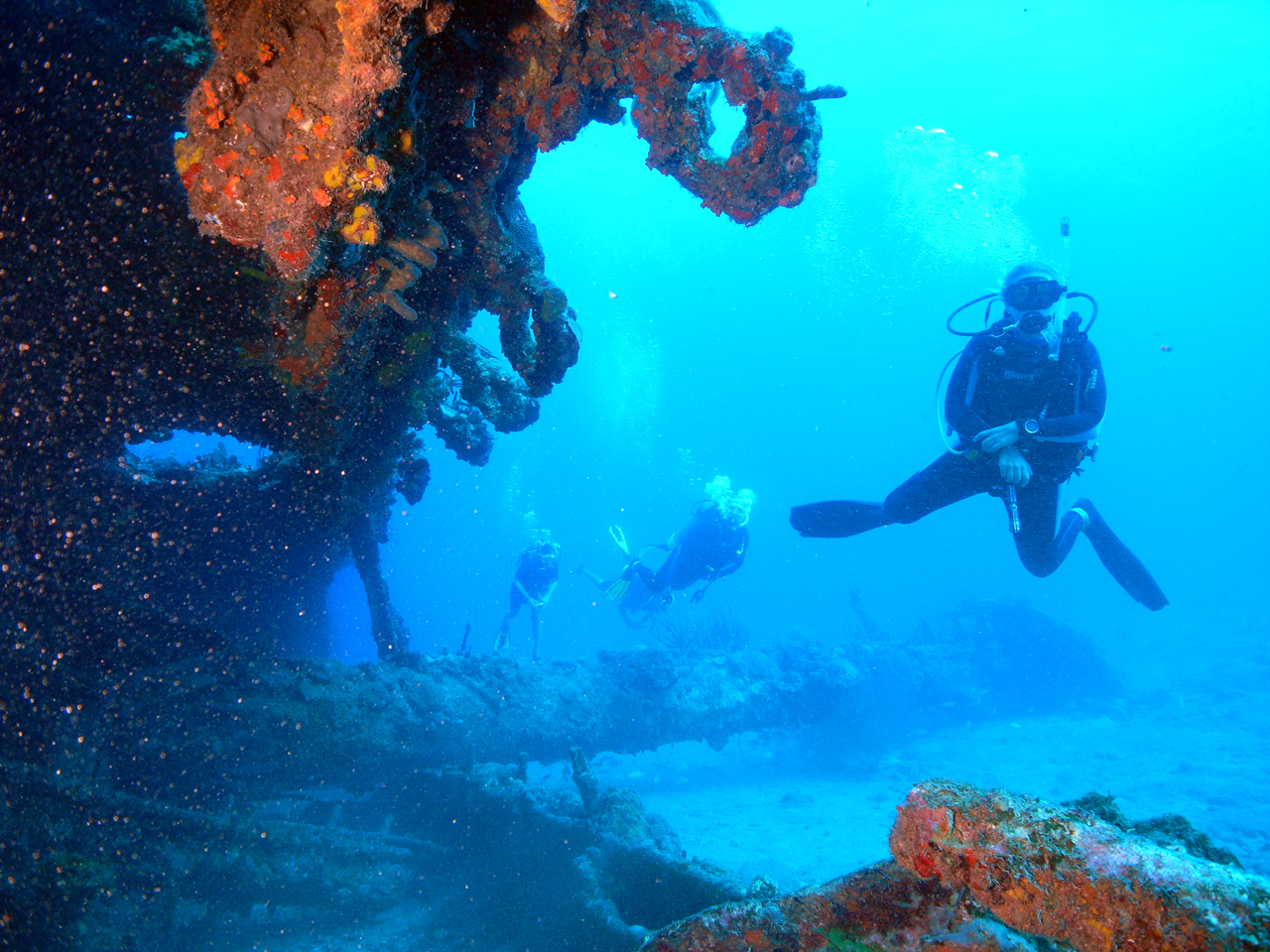
Taucher am Wrack der Rhone (2009)

Da das Wrack der Rhone in flachem Wasser liegt, wurde es von der Royal Navy als Gefahr für den Schiffsverkehr angesehen. In den 1950ern wurde daher das Heck gesprengt, das nur wenige Meter unterhalb der Wasseroberfläche lag. 1967 wurde das Gebiet um das Wrack (18° 20′ 36,9″ N, 64° 30′ 44,4″ W) zum Nationalpark erklärt. Das Wrack der Rhone ist heute als künstliches Riff ein beliebtes Tauchziel und Lebensraum zahlreicher Meereslebewesen.
Ein Teelöffel, der in eine der Korallenbänke eingebettet ist, wird Kapitän Wooley zugeschrieben. Die Rhone diente als Kulisse für den 1977 gedrehten Spielfilm Die Tiefe.